# Hermodice carunculata
Hermodice carunculata (лат.) — вид многощетинковых червей из семейства Amphinomidae. 
Небольшой (обычно длина 7—10 см, хотя отдельные экземпляры достигают 35 см), ярко окрашенный червь. Параподии красные с белыми щетинками. Щетинки полые, заполнены ядом, при прикосновении легко проникают в плоть и обламываются.
Обитает в рифовых зонах. Встречается по всей тропической Западной Атлантике.
Хищники. Питаются кораллами (например Acropora cervicornis), актиниями и мелкими ракообразными.
Двуполы. Для размножения поднимаются на поверхность. Самки привлекают внимание самцов зеленоватым свечением.